# Heteronychia grenieri
Heteronychia grenieri är en tvåvingeart som först beskrevs av Rickenbach 1965.  Heteronychia grenieri ingår i släktet Heteronychia och familjen köttflugor.
Artens utbredningsområde är Elfenbenskusten. Inga underarter finns listade i Catalogue of Life.